# Wereldkampioenschappen wielrennen 1927

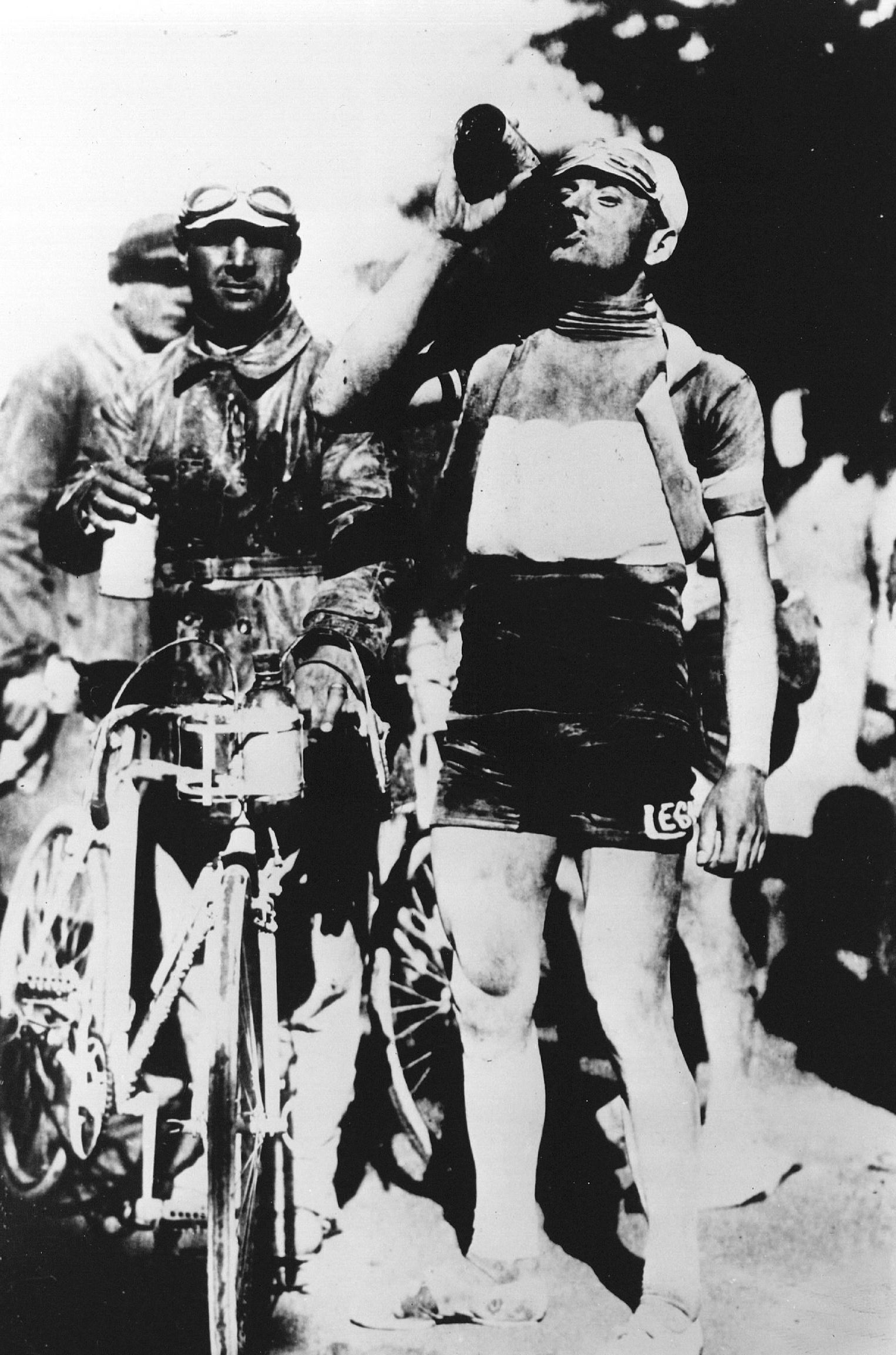
Alfredo Binda, eerste wereldkampioen bij de profs

De wereldkampioenschappen wielrennen op de weg van 1927 werden gehouden op de Nürburgring op 21 juli 1927. Dit was het eerste jaar dat er een wereldkampioen bij de beroepsrenners werd gekroond. Beroepsrenners en amateurs reden samen, maar er werd een apart klassement voor de twee categorieën opgemaakt. In totaal kwamen 55 renners aan de start, waaronder 22 profs.
Er moesten acht ronden op het circuit van bijna 23 km afgelegd worden, 182 km in totaal. Het parcours was erg zwaar door de vele beklimmingen (de fietsen hadden toen nog geen derailleur). Voor de start zei de Belgische deelnemer Jules Vanhevel dat er hoogstens tien renners de wedstrijd zouden uitrijden, en hij tipte de Italianen als favorieten. Uiteindelijk zouden achttien renners de finish halen en werd de wedstrijd inderdaad beheerst door de Italianen. Alfredo Binda ontsnapte in de voorlaatste ronde en werd met meer dan zeven minuten voorsprong de eerste wereldkampioen bij de profs. Twee van zijn landgenoten vervolledigden het podium bij de profs. Ook de vierde was een Italiaan: Gaetano Belloni. De Belg Jean Aerts werd vijfde en wereldkampioen bij de amateurs. Geen van de andere Belgen reed de wedstrijd uit, wel twee Nederlanders: Joep Franssen en Hans Bockom werden respectievelijk dertiende en veertiende.

## Uitslag

### Beroepsrenners
| Wegrit |                               |          |
| Plaats | Naam                          | Tijd     |
| Goud   | Alfredo Binda                 | 6u37'29" |
| Zilver | Costante Girardengo           | +7'16"   |
| Brons  | Domenico Piemontesi           | +10'51"  |
| 4      | Gaetano Belloni               | +11'11"  |
| 5      | Jean Aerts (1e amateur)       | +11'51"  |
| 6      | Rudolf Wolke (2e amateur)     | +14'24"  |
| 7      | Michele Orecchia (3e amateur) | +17'50"  |
| 8      | Erik Bohlin (4e amateur)      | +18'06"  |
| 9      | René Brossy (5e amateur)      | +19'33"  |
| 10     | Herbert Nebe                  | +23'03"  |
|        |                               |          |
| 13     | Joep Franssen                 | +28'59"  |